# Enhydria brachialis
Enhydria brachialis är en insektsart som först beskrevs av Stsl 1862.  Enhydria brachialis ingår i släktet Enhydria och familjen lyktstritar. Inga underarter finns listade i Catalogue of Life.